# 法本公司大楼
法本公司大楼（德語：I.G.-Farben-Haus），官方称普尔希大楼（Poelzig-Bau），位于德国法兰克福，现为法兰克福大学主校区建筑。该建筑建于1928年至1930年間，为当时世界第四大企业及最大化工企业法本公司的总部。
汉斯·普尔希的现代新即物主义设计方案在一项比赛中胜出，该建筑也根据此方案兴建。建成时的法本公司大楼为全欧洲最大的公司建筑，其地位直至1950年代才遭到取代。法本大楼虽然体积巨大，其六个方形翼仍使之不失现代和优雅气息。大楼亦有一链斗式电梯系统。
该建筑承担染料、医药、镁、润滑油、炸药和甲醇的生产管理工作，并在第二次世界大战期间支持合成润滑油和合成橡胶的发展研究任务。法本公司的科学家为化工和制药工业的各个领域均作出了显著的贡献。其科学家发现了首类抗生素，对医学研究领域做出了革命性的贡献，并“开启了医药的新时代”。第二次世界大战后，法本公司大楼为盟军最高指挥部所在地，并于1949年至1952年为德国高级专员办公室。此地还是马歇尔计划的首要执行处，推动了战后欧洲的重建工程。1948年的《法兰克福文件》于此签署，促成了与西方国家结盟的西德建國。1995年前法本大楼还是美國陸軍第5軍及北部指挥部的总部所在地。1975年美国陆军将此建筑更名为克赖顿·W·艾布拉姆斯将军大楼。
1995年美国陆军将法本公司大楼移交给德国政府。黑森州政府代表法兰克福大学购买了这一建筑。该建筑更名为普尔希大楼以纪念其设计者，在经历修缮后于2001年作为大学的一部分正式重新开张。

## 历史

### 地点
法本公司大楼的开发地位于法兰克福西区的绿堡区（Grüneburggelände）。1837年这一地块为罗斯柴尔德家族所有。1864年在这一区域建立了阿芬费尔森／阿芬斯坦（Affenfelsen/Affenstein）精神病院。“阿芬斯坦”一名来源于一古基督教纪念碑。在此海因里希·霍夫曼雇佣了爱罗斯·阿兹海默在精神病院工作，并共同研究治疗精神病的先进方法。

### 早年历史
法本公司于1927年购置了这一地块，用于建立其总部。1920年代，法本为全球最大的医药、化工及染料综合企业。由于法兰克福地理位置居中，空中陆面交通便利，故总部选址于此。
1928年8月，在一项小规模建筑设计比赛中，汉斯·普尔希的设计在五个候选方案中脱颖而出（其中包括当时法兰克福首席城市设计师恩斯特·梅的方案），獲选为建设蓝图。
地基工程于1928年年末开始，1929年年中开始搭建钢架结构。1930年该建筑完工，用时仅24个月，这得益于速凝水泥和新建材的使用以及全日劳动力。同年法兰克福首席园艺师马克斯·布罗默及一艺术家团体共同设计了环绕该建筑的公园绿地，占地14英亩。1931年工程全部完工，总成本达2,400万国家马克。

### 第二次世界大战

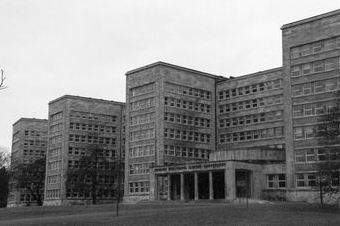
普尔希大楼正门（自东南向），包括一神庙式的门廊及巨筒

法本公司迅速成为纳粹工业基础不可或缺的一部分。这一建筑在战时是研发合成润滑油和合成橡胶的中心，并负责协调镁、润滑油、炸药和甲醇的生产工作。法本公司在此总共运营了15年。
第二次世界大战期间，法本大楼周边的地区遭到严重破坏，但大楼本身却基本完好无损，诸多因大规模轰炸而无家可归的法兰克福市民在此寻求庇护。1945年3月，盟军进驻了这一地区，法本大楼亦成为德怀特·艾森豪威尔将军的临时总部。艾森豪威尔在此接见了诸多重要宾客，包括戴高乐将军、蒙哥马利元帅及朱可夫元帅，并于此签订了《二号声明》，确立了盟军占领区的范围。1945年12月艾森豪威尔迁出，但其办公室仍在特别场合得到使用：德国宪法即于此计划起草，《黑森州宪法》亦于此签署。

### 冷战时期

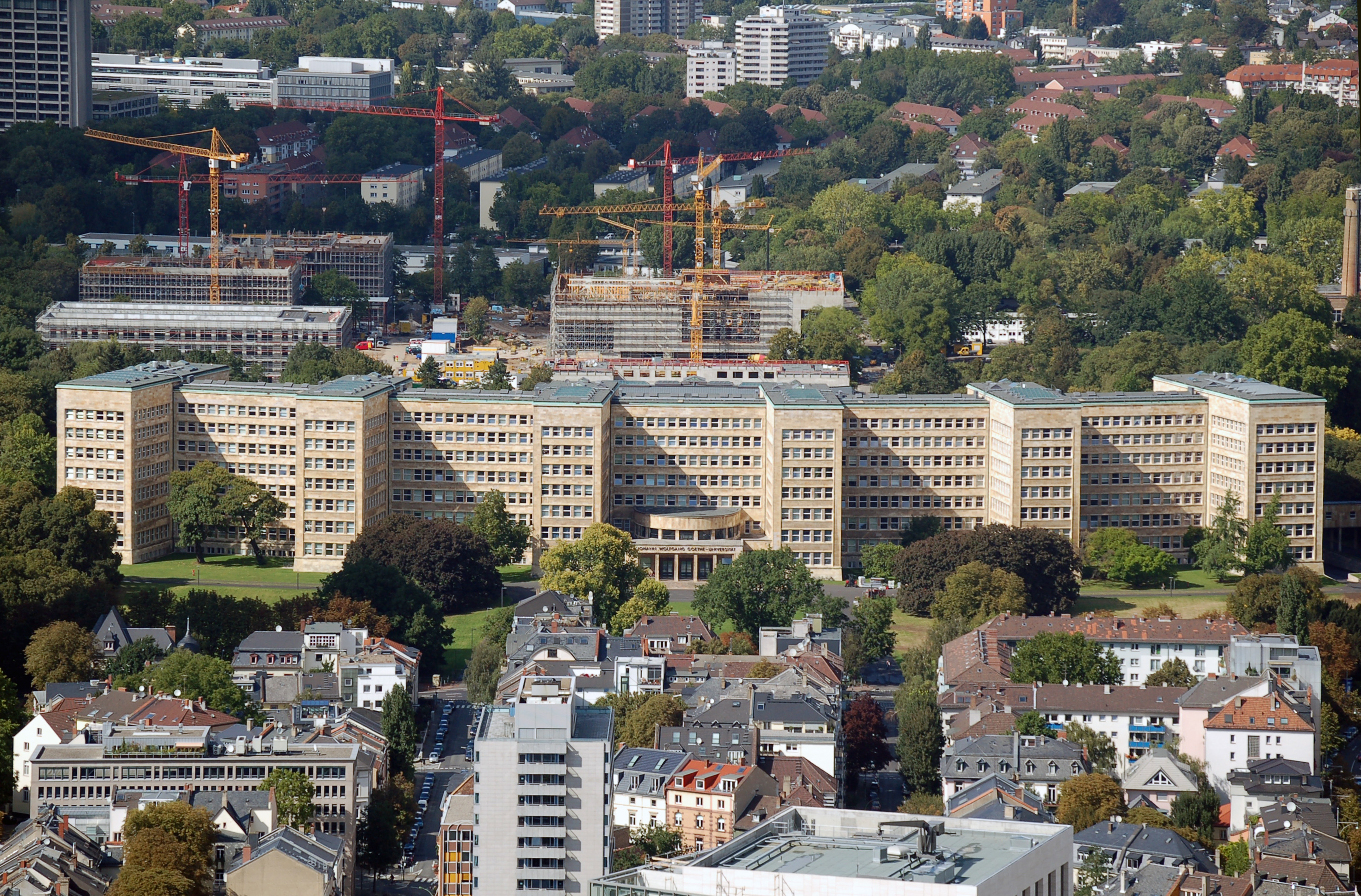
自美茵塔远眺法本大楼

1945年至1946年法本大楼为盟军欧洲力量最高指挥部所在地及美国占领军司令官办公地。1947年5月10日，军方下令禁止使用“法本公司大楼”一名，改称之为“欧洲指挥部总部大楼”（The Headquarters Building, European Command）。1949年之1952年这一建筑还是美国驻德国高级专员及其职员的办公地点。
1952年之后，大楼成为美军駐欧洲总部及美國陸軍第5軍的軍部，并于此后成为北部指挥部所在地，直至1994年。法本大楼亦为中央情报局的駐德总部，由此亦成为“欧洲五角大楼”。1975年4月16日，美国陆军将其正式更名为克赖顿·W·艾布拉姆斯将军大楼（General Creighton W. Abrams Building）。由于技术上美国仍仅由德国政府租赁这一建筑，故这一更名并无法律效力。
1972年5月11日，西德恐怖组织红军派（Rote Armee Fraktion；此时亦称巴德-梅茵霍芙集团）在此引爆了三枚炸弹。两枚炸弹于法本大楼后门的巨筒中，第三枚炸弹则位于大楼后方一小型建筑内（此时为美国军官俱乐部）。第三枚炸弹的爆炸导致保罗·布隆姆奎斯特中校丧生，数十美国及德国人受伤。1976年和1982年红军派再次对法本大楼发动了袭击。由此，建筑附近区域成为军事禁区，需经许可才能进入，这一限制直至1995年才宣告终结。

### 近年
两德统一后，美国政府宣布计划在1995年前将其军队完全撤出法兰克福，并将这一区域归还予德国联邦政府。大楼还是欧洲中央银行总部的候选地之一。1996年黑森州政府代表法兰克福大学购买了这一建筑及周边地区。哥本哈根迪辛-威特灵建筑师事务所负责其修缮事宜，总耗资5,000万德国马克（约合2,600万美元或2,500万欧元），修缮完成后移交予法兰克福大学。这一区域现为大学西校区的所在地，包括哲学、历史、神学、古典语文学、艺术和音乐、现代语言及语言学、文化和文明研究系、北美研究中心及弗里茨·鲍尔学院。

### 更名问题
法兰克福大学的进驻引发了对于建筑名称的争议。争议起源于前校长维尔纳·迈斯纳将之更名为“普尔希楼群”（Poelzig-Ensemble）以摆脱其纳粹主义背景。大学学生及诸多教员则认为应当保留“法本公司大楼”一名以直面其历史。新任校长鲁道夫·斯坦贝格延续了其前任的决定，但不强制在大学管理中统一使用新名称。2001年大楼重新开张后，学生大会主席伍尔费拉·维多·瓦尔特称校方对汉斯·普尔希之名使用不当，提议保留原名称，但可将较小的娱乐场建筑称为“普尔希娱乐场”；这一提议未得到广泛支持。2004年，关于“普尔希楼群”的讨论近于完结，在政治游说之下，校方决定使用更为适宜的纪念方式。副校长布莉塔·兰克在建筑内设立永久展览处，在建筑前门立一铭牌，以纪念法本公司的奴隶劳工及死于齐克隆B毒气者。大学参议院通过由绿色大学团体参议员大卫·普洛菲特和联合服务行业工会参议员安杰丽卡·马科斯共同提出的议案，在校区西端以前奴隶劳工诺博特·沃尔海姆之名命名一地点。
虽然校方及美军对建筑多次进行更名，大众仍通常将此建筑称为“法本公司大楼”。由于法本公司同纳粹政权联系紧密且这一建筑过于显眼，其纳粹主义内涵难以完全去除。《明镜》称其具有“罪过的意味”。在美军撤出、前后修缮及大学对其进行使用之后，大楼同第三帝国的关联才逐渐消散。截至2010年，这一建筑在校园地图上仍称法本公司大楼（IG Farben Hochhaus）。

### 未来
黑森州计划在法本公司大楼后方建设“欧洲最为现代的校园”，以承载大学博肯海姆旧校区的剩余院系（法学、商学、社会科学、儿童发展及艺术）。

## 建筑
1928年的法本公司是世界第四大公司及最大化工企业，由此其占地范围亦为全球最大之一。其建筑风格为新即物主义。

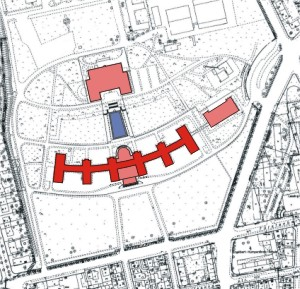
法本公司大楼设计图，内含六个翼（Q1至Q6），弧形中央大厅（V1至V5）及后方“娱乐场”

法本公司不希望建造包豪斯式建筑，而是希望采用：
“象征德国商业及科学力量的铁与石。”——冯·施尼茨勒男爵，法本公司执行长，1930年
建筑长250米，高35米，共有九个楼层，但一层的高度不等（4.6米至4.2米），由其屋顶形状可见（两翼较高，中间较矮）。建筑总体积为280,000立方米，包括4,600顿钢架，填入砖块，地板为空心砖，总办公面积超过55,740平方米。建筑正面由近33,000平方米的斯图加特-巴德坎施塔特洞石大理石砖构成，镶嵌等距窗户，随各楼层高度逐渐下降。边角则为上光带，以起强调作用。顶层通过天窗自然照明，天花板高度颇低。1950年前，这一建筑为欧洲最大及最为现代的办公楼。

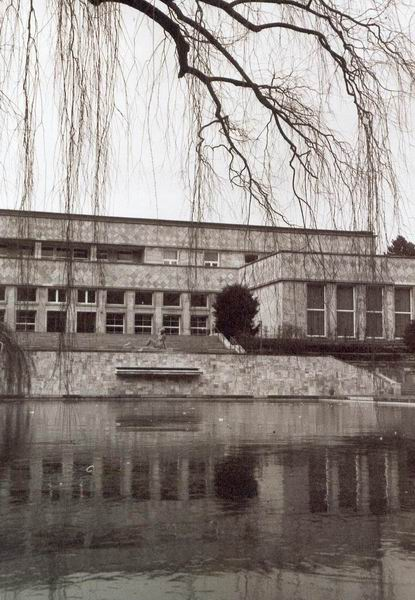
水池边为克里姆施的水畔雕塑。后方为娱乐场。

法本公司大楼包括六翼，由中央弧形大厅相联结，保证所有办公地点足够自然采光且通风通畅。这一大型建筑设计方式与当时“空心矩形”（内部庭院）的手法颇为不同，其原型是位于美国底特律，由阿尔伯特·卡恩设计建造的通用汽车大楼（1917年–1921年）。法本大楼正面显庞大沉重，但其凹形结构缓和了这一印象。
大楼入口位于其轴心中部，门前为一神庙式的门廊，为当时行政建筑的普遍元素。正门的设计方式被一些人认为过度张扬：入口及电梯门镀铜，天花板及亭台墙则具铜板及青铜腰线。内厅有二弧形铝色楼梯，大理石墙则显曲折样式。楼后的轴心则有一圆形上光结构，后方建筑（“娱乐场”）由其弧形墙颇为显眼，近百米外建筑一览无遗，与主建筑之间则间隔一公园绿地及一水池。美军驻于此时这一巨筒中有一小型便亭，日后作為会议厅使用。这一结构今称艾森豪威尔厅，内为一咖啡店。
大楼的链斗式电梯覆盖九层楼，颇为闻名，受到大学学生的欢迎。在近年修缮之后，校方表示将永久保留这一电梯系统。
巨筒后方有一矩形水池，池前有一宁芙雕塑（Nymphenskulptur），为弗里茨·克里姆施所作，名为《水畔》（Am Wasser）。水池后方带露台小山之上有一扁平建筑，为法本公司娱乐场及美国陆军军官俱乐部（称露台俱乐部），今内为食堂和教室。

### 延伸阅读
- Loewy, Peter & Loewy, Hanno. IG Farben House, Gina Kehayoff Verlag, Munich 2001, ISBN
- 本条目采用了译自德文维基百科条目“I.G.-Farben-Haus”的内容，其中参考了如下著作：（德文）
- Meissner, Werner & Rebentisch, Dieter & Wang, Wilfried (Hrsg.). Der Poelzig-Bau. Vom IG-Farben-Haus zur Goethe-Universität., Fischer Verlag, Frankfurt am Main 1999, ISBN （德文）
- Walter Mühlhausen: Der Poelzig-Bau in Frankfurt am Main: Von der Schaltzentrale industrieller Macht zum Sitz der amerikanischen Militärregierung. In: Bernd Heidenreich/ Klaus Böhme (Hrsg.): Hessen: Geschichte und Politik. Kohlhammer, Stuttgart 2000, ISBN 3-17-016323-X, S. 377–388 (Schriften zur politischen Landeskunde Hessens 5). （德文）
- Loewy, Peter & Loewy, Hanno. Das IG Farben-Haus, Kehayoff Verlag, München 2001, ISBN （德文）
- Von der Grüneburg zum Campus Westend – Die Geschichte des IG Farben-Hauses;  Begleitbuch zur Dauerausstellung im IG Farben-Haus, Hrsg. von der Johann Wolfgang Goethe-Universität, Frankfurt am Main 2007, 143 S.,  zahlr. Ill., ISBN 978-3-00-021067-9. （德文）